# Presses Universitaires de France
Presses Universitaires de France (sigla PUF) es una editorial francesa fundada en 1921 y dedicada a los libros universitarios y de divulgación (como la colección "Que sais-je?"), especialmente en las áreas de humanidades y ciencias sociales. En 2016, la empresa se fusionó con Éditions Belin dentro de la entidad Humensis.

## Historia
El 17 de diciembre de 1921, cinco profesores, Pierre-Marcel Lévi, Edmond Schneider, Maurice Caullery, Charles Marie, Ferdinand Gros y Xavier Léon, crearon una sociedad cooperativa, las Presses universitaire de France (PUF). Los dos primeros miembros son nombrados directores. El mayor accionista es el Banco Cooperativo.
En febrero de 1922 se abre una librería en el número 49 del bulevar Saint-Michel de París: en julio se lanza el primer libro de la marca PUF.
Entre 1926 y 1928, la PUF adquirió una participación con Leroux y Rieder y luego compró la imprenta de François Launay en Vendôme.

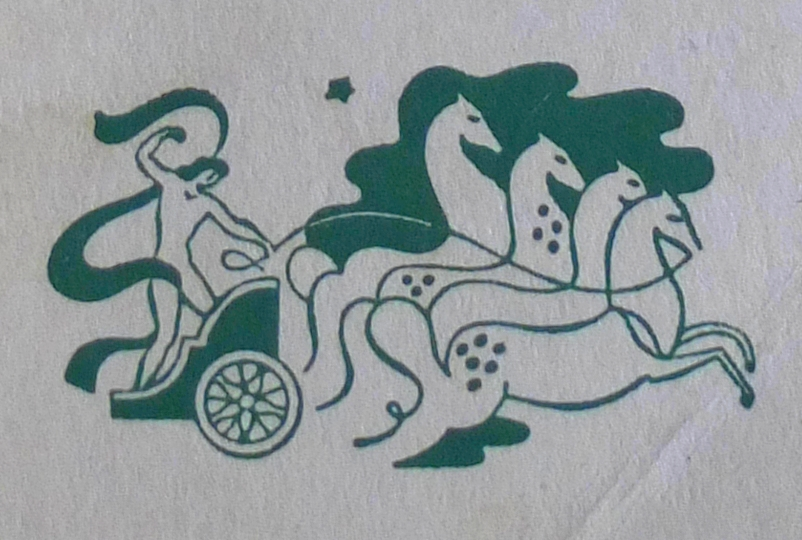
Le Quadrige, logo que apareció en 1939.

Entre 1934 y diciembre de 1939, bajo la dirección de Paul Angoulvent y tras la quiebra del principal accionista, el Banco de Cooperativas, el 28 de septiembre de 1934, la PUF se fusionó con tres editores: Félix Alcan asociado con su sobrino René Lisbonne (principalmente especialista en filosofía), Ernest Leroux (editor de historia) y Éditions Rieder (literatura general). Estas cuatro entidades están en el origen del logo "Quadrige" (cuadriga) que las publicaciones de la PUF muestran a partir de este período. Este logotipo también será el origen del nombre de la colección de filosofía Quadrige de 1981.
Paul Angoulvent fue presidente de la entonces nueva editorial, hasta que en 1968 se creó un consejo de administración y un consejo de supervisión, de los que asumió la presidencia. Su hijo Pierre le sucedió como presidente del consejo de administración y ocupó este cargo hasta 1994, cuando le sucedió Michel Prigent hasta su muerte en 2011. Le sucedió Alain Morvan y luego Monique Labrune en 2012.
La PUF experimentó una reestructuración muy significativa en 2000 con el cambio del antiguo estatus de cooperativa a sociedad anónima, la venta de su librería en la Plaza de la Sorbona, y la apertura a la aportación de nuevo capital procedente de diferentes sectores (destacan el grupo Flammarion y la Biblioteca Bodmeriana). Después de un claro retorno a la rentabilidad, la PUF se encontró nuevamente en dificultades tras la muerte de su presidente, Michel Prigent.
En 2014, el grupo reasegurador Scor adquirió una participación mayoritaria en el capital de PUF, mediante una ampliación de capital. La gobernanza pasa del régimen de “consejo de dirección y consejo de supervisión” a un “consejo de administración”, con separación de las funciones de presidente (Jean-Claude Seys) y director general (Frédéric Mériot).